# Вибух у Валлетті 1634 року
35°53′56″ пн. ш. 14°30′57″ сх. д. / 35.89888889° пн. ш. 14.51583333° сх. д.
Вибух у Валлетті 12 вересня 1634 року трапився на пороховому заводі Госпітальєрів у Валетті на Мальті випадково вибухнув, убивши 22 людини та завдавши серйозної шкоди низці будівель. Фабрика була побудована наприкінці 16-го або на початку 17-го століть замість попередньої у форті Сент-Анджело в Біргу. Він знаходився в нижній частині Валлетти, недалеко від в'язниці рабів.
Вибух пошкодив розташовані неподалік єзуїтський костел і колегіум. Фасад церкви був перебудований приблизно в 1647 році архітектором Франческо Буонамічі, а пошкоджені частини коледжу також були відбудовані після вибуху.
Пороховий завод не відбудовувався. Приблизно в 1667 році була побудована нова фабрика у Флоріані, далеко від будь-яких житлових районів. Ця фабрика була включена до комплексу Оспіціо на початку 18 століття.